# Charalampos Kostoulas
Charalampos Kostoulas (griego: Χαράλαμπος Κωστούλας; Grecia, 30 de mayo de 2007) es un futbolista griego que juega de delantero en el Brighton & Hove Albion F. C. de la Premier League.

## Trayectoria
Comenzó su carrera en el Agia Anna Volos, antes de fichar por el Olympiacos F. C. en 2019. En la temporada 2021-22 marcó dieciséis goles en quince partidos, y su equipo se proclamó campeón de la categoría sub-15. Firmó su primer contrato profesional con el club en septiembre de 2022.
Debutó con el Olympiacos B el 24 de enero de 2023, entrando como suplente de Giannis Karakoutis en una victoria por 4-0 en la Segunda Superliga de Grecia contra el Irodotos F. C., convirtiéndose en el jugador más joven de la historia del club en jugar profesionalmente, superando el récord que ostentaba Kyriakos Papadopoulos.
El 12 de junio de 2025 fichó por el Brighton & Hove Albion F. C. por una cantidad no revelada. Firmó por cinco años e iba a tener la oportunidad de jugar en la Premier League.

## Selección nacional
Ha representado a Grecia en la categoría sub-17.

## Estadísticas

### Clubes
Actualizado al último partido disputado el 2 de abril de 2025.
| Club                      | Div.          | Temporada     | Liga  | Liga  | Liga   | Copas nacionales | Copas nacionales | Copas nacionales | Copas internacionales | Copas internacionales | Copas internacionales | Total | Total | Total  |
| Club                      | Div.          | Temporada     | Part. | Goles | Asist. | Part.            | Goles            | Asist.           | Part.                 | Goles                 | Asist.                | Part. | Goles | Asist. |
| ------------------------- | ------------- | ------------- | ----- | ----- | ------ | ---------------- | ---------------- | ---------------- | --------------------- | --------------------- | --------------------- | ----- | ----- | ------ |
| Olympiacos B · Grecia     | 2.ª           | 2022-23       | 2     | 0     | 0      | ―                | ―                | ―                | ―                     | ―                     | ―                     | 2     | 0     | 0      |
| Olympiacos B · Grecia     | 2.ª           | 2023-24       | 20    | 3     | 2      | —                | —                | —                | —                     | —                     | —                     | 20    | 3     | 2      |
| Olympiacos B · Grecia     | 2.ª           | 2024-25       | 2     | 5     | 0      | —                | —                | —                | —                     | —                     | —                     | 2     | 5     | 0      |
| Olympiacos B · Grecia     | Total club    | Total club    | 24    | 8     | 2      | 0                | 0                | 0                | 0                     | 0                     | 0                     | 24    | 8     | 2      |
| Olympiacos F. C. · Grecia | 1.ª           | 2024-25       | 22    | 7     | 0      | 5                | 0                | 0                | 8                     | 0                     | 1                     | 35    | 7     | 1      |
| Olympiacos F. C. · Grecia | Total club    | Total club    | 22    | 7     | 0      | 5                | 0                | 0                | 8                     | 0                     | 1                     | 35    | 7     | 1      |
| Total carrera             | Total carrera | Total carrera | 46    | 15    | 2      | 5                | 0                | 0                | 8                     | 0                     | 1                     | 59    | 15    | 3      |

## Palmarés

### Títulos nacionales
| Título              | Club             | País   | Año  |
| ------------------- | ---------------- | ------ | ---- |
| Superliga de Grecia | Olympiacos F. C. | Grecia | 2025 |
| Copa de Grecia      | Olympiacos F. C. | Grecia | 2025 |